# Nordiska agrarpartier
De nordiska agrarpartierna (även bondepartierna, idag centerpartier) är agrara politiska organisationer i de nordiska länderna som historiskt främst arbetat för jordbruksbefolkningens värderingar och intressen. Dessa partier kan vara svåra att klassificera på traditionellt vis, men i regel positionerar de sig som borgerliga mittenpartier på höger–vänster-skalan.
Partierna är icke-socialistiska och stödjer i regel småföretagande, politisk decentralisering och i senare tid även miljöaktivism. Synen på den fria marknaden varierar mellan partierna. Internationellt ligger partierna politiskt i linje med eller ingår i Europeiska liberala, demokratiska och reformistiska partiet och Liberala internationalen.

## Historia
Bönder i de nordiska länderna har historiskt, jämfört med bönder i flera andra länder, haft en högre grad av politiskt inflytande. Förutom att bönderna i Norden inte var livegna var de också representerade i de nationella ståndsförsamlingarna: i Sverige utgjorde bondeståndet ett av de fyra riksständerna i ståndsriksdagen. Den nordiska bonderörelsens historia är med andra ord äldre än arbetarrörelsen i Norge, Sverige, Danmark och Finland.
Venstre i Danmark bildades 1870 som ett grundtvigianskt bondeparti som förespråkade jordreformer, allmän rösträtt, och utbildning för breda folklager genom folkhögskoleverksamhet. Venstres föregångare, Bondevennernes selskab, grundades redan på 1840-talet. De andra partierna uppstod i början på 1900-talet, hjälpta av rösträttsreformerna och reformer av valsystemen i proportionell riktning. Bland bondepartierna bildades det finska Agrarförbundet först (1908), följt av svenska Bondeförbundet 1913 och Jordbrukarnas Riksförbund 1915 samt Norska Bondepartiet 1920. Dessa tre länders bondepartier har en liknande historia och använder alla idag en grön fyrklöver som partisymbol. I Danmark bröt sig 1934 en grupp ur Venstre och bildade Bondepartiet som under Nazitysklands ockupation av landet allt mer kom att närma sig nazismen.
Efter andra världskriget minskade antalet jordbrukare i de nordiska samhällena och de gamla bondepartierna vidgade sina politikområden till att omfatta fler och andra delar av samhället. Under samma tid började partierna byta namn. Idag är de tongivande agrarpartierna Centerpartiet (tidigare Bondeförbundet) i Sverige, Venstre i Danmark, Centern i Finland (tidigare Agrarförbundet), Senterpartiet (tidigare Bondepartiet) i Norge och Framstegspartiet på Island. Liknande partier har även på senare tid uppstått i de baltiska staterna representerat bland annat av Centerpartiet i Estland.

## Nordisk agrarianism
De nordiska agrarpartierna är historiskt ideologiskt konservativa med inslag av liberalism och agrarpopulism. Exempelvis var Bondeförbundets och Bondepartiets grundvärderingar dels agrarkonservativa, dels liberala och Agrarförbundet var moral- och kulturkonservativt.
Agrarpartierna har historiskt främst arbetat för jordbruksbefolkningens värderingar och intressen, har ett engagemang för småföretag, politisk decentralisering och miljöaktivism. Partiernas inställning till den fria marknaden och ekonomisk liberalism varierar: Det norska Senterpartiet och det isländska Framstegspartiet är motståndare till ekonomisk avreglering och liberalisering, medan de andra, i synnerhet danska Venstre, är marknadsförespråkare med stark betoning på ekonomisk tillväxt och produktivitet.
Historiskt har de flesta partiernas ställningstaganden gällande EU varit på den euroskeptiska sidan i sina respektive länder. Ställningstagandena berodde främst av vissa specifika politikområden; huruvida den europeiska politiken var fördelaktig eller ej för gles- och landsbygd.  Idag saknas det en enhetlig inställning bland de nordiska agrarpartierna gällande synen på EU och dess föregångare. I Finland är partiet EU-positivt, i Sverige är partiet också positivt men har en mer kritisk inställning än det finska, medan det norska Senterpartiet är bestämt motståndare till ett norskt deltagande i unionen. Den positionen har partiet behållit ända sedan den norska folkomröstningen 1972. Även det isländska Framstegspartiet har varit motståndare till ett EU-medlemskap, med undantag för en kort period under januari 2009 då partiet ändrade åsikt till följd av finanskrisens effekter på landet. Partiet har dock återgått till sitt motstånd till ett isländskt EU-medlemskap.

## Partier
| Nuvarande nordiska agrarpartier: - Sverige: Centerpartiet - Danmark: Venstre - Finland: Centern i Finland - Norge: Senterpartiet - Island: Framstegspartiet - Färöarna: Unionspartiet - Åland: Åländsk Center | Liknande agrara centerpartier finns i de baltiska staterna och Polen: - Estland: Centerpartiet - Lettland: Latvijas Zemnieku savienība - Litauen: Liberala centerunionen - Polen: Polska folkpartiet, alternativt Polska bondepartiet (Polska folkpartiet skiljer sig från de andra agrar-/centerpartierna genom att vara ett nationalistiskt kristdemokratiskt parti och medlem av Europeiska folkpartiet). |